# بيتر هندريكس
بيتر هندريكس (13 أكتوبر 1958 نايميخن هولندا - ) هو لاعب كرة قدم هولندي، يلعب كلاعب وسط.